# Насилие в полдень
«Насилие в полдень» (другой вариант — «Дневной демон»; яп. 白昼の通り魔: хакутю-но торима) — кинофильм режиссёра Нагисы Осимы, вышедший на экраны в 1966 году. Экранизация романа Цутому Тамуры.

## Сюжет
Однажды молодая служанка Сино встречает на пороге дома Эйсукэ, своего давнего знакомого из родной деревни. Связав Сино, мужчина убивает хозяйку дома и скрывается. Прибывшая на место преступления полиция объявляет, что по всем признакам это так называемый «полуденный насильник», давно совершающий преступления по всей Японии. Сино не рассказывает полицейским, что узнала Эйсукэ; вместо этого она пишет письмо учительнице Мацуко, жене насильника. Женщин связывает общее прошлое, в центре которого чувство любви/ненависти к Эйсукэ…

## В ролях
- Саэда Кавагути — Сино Синодзаки
- Акико Кояма — Мацуко Коура, учительница
- Кэй Сато — Эйсукэ Оямада
- Рокко Тоура — Гэндзи Хюга
- Фумио Ватанабэ — инспектор Харагути
- Хидэо Кандзэ — Инагаки
- Тайдзи Тонояма — директор школы